# François-Louis de Trémigon
François-Louis de Trémigon, né le 19 novembre 1697 au manoir de Coathual, est un officier de marine et aristocrate français des XVIIe et XVIIIe siècles. Chevalier de l’ordre royal et militaire de Saint-Louis, il sert dans la marine royale française pendant 50 ans (de 1714 à 1764): « il fit vingt-huit campagnes dont quelques-unes de dix-huit mois et onze en temps de guerre »[réf. nécessaire] . Il prend sa retraite avec le grade de chef d'escadre des armées navales honoraire.

## Biographie

### Origines et famille
François-Louis de Trémigon descend de la maison de Trémigon, une ancienne famille de la noblesse bretonne, seigneurs de Trémignon, lieu-dit de la commune de Combourg. Son aïeul, Louis de Trémigon se distingue en 1423 à la bataille de la Brossinière, pendant la guerre de Cent Ans. François-Louis voit le jour le 19 novembre 1697 au manoir de Coathual, situé dans la paroisse de Plouguervénez, dans l'évêché de Quimper, en Bretagne. Il est le fils aîné de François Julien de Trémigon, seigneur de Trémigon (1674-?), lieutenant au régiment des Dragons de Bretagne, et de sa femme, Marie-Anne Picot de Coëthual (v. 1679-1705). Ses parents se marient le 29 juillet 1696. Sa mère est la fille de Maurice Picot, seigneur de Coathual et de Françoise-Claude Louvel. De cette union naissent : 
- François-Louis
- François Julien de Trémigon (1699-)
- Catherine de Trémigon (1700-)
- Jean Marie De Trémignon (1702-1702)
- Louise Servanne de Trémigon (1704-)
- François Maurice de Trémigon (1705-)[réf. nécessaire]

### Carrière

#### Premières armes (1714-1724)
Il entre à dix-sept ans dans la marine royale, en 1714, à la fin de la guerre de Succession d'Espagne. Selon un mémoire adressé au ministre de la marine, Trémigon néglige les embarquements de routine pour souligner les points forts de sa carrière[réf. nécessaire].  

#### Expédition et siège du fort d'Arguin (février 1724)
En 1724, encore simple garde-pavillon (aspirant), il embarque sur le Duc d'Orléans, vaisseau de la Compagnie des Indes. Il est alors lieutenant des grenadiers. L'escadre est chargée de prendre aux Hollandais les forts d’Arguin et de Portendic en Mauritanie[réf. nécessaire].
Le lieutenant de Trémigon reçoit l’ordre d’escalader le fort d’Arguin à la tête de 20 hommes « ce qu’il fit par une échelle de corde quoique la muraille fut de 35 à 40 pieds d’élévation »[réf. nécessaire].

#### Prise et commandement de Portendic (mars 1724)
Devant Portendic, il s’embarque de nuit avec la moitié des grenadiers pour contourner le fort ; "la mer était affreuse", écrit-il, "et les brisants sur une barre considérable élevaient prodigieusement la mer, qui faillit engloutir la petite troupe". Au point du jour, l’équipage met en fuite la garnison et les 300 Maures qui la renforçait. Cependant les Hollandais ont, dans leur fuite, mis feu au fort. Louis de Trémigon est chargé de garder les restes du fort car une armée de Maures est proche. Les fossés sont comblés et les canons de fer de trois et une livre sont brisés.   

#### Dans l'escadre de Duguay-Trouin (1734-1735)
Promu enseigne de vaisseau en 1733, Trémigon est dans l’escadre de Duguay-Trouin de 1734 à 1735[réf. nécessaire]. 

#### Campagne en Louisiane (1739)
Louis de Trémigon prend part en 1739 à une campagne en Louisiane destinée à châtier les sauvages. Contre ces « sauvages de Chicachas », il perd 26 des 50 hommes de sa compagnie et contracte une maladie qui le laisse en partie paralysé[réf. nécessaire]. 

#### Campagnes en mer (1743-1748)

##### Sur l'Argonaute(1743-1744)
Tout en se ruinant en remèdes sans grands résultats, il continue à servir en 1743 et 1744 sur le vaisseau l'Argonaute. [réf. nécessaire]

##### Campagne à Saint-Domingue (1745)
En 1745, il est nommé commandant en second du Caribou commandé par Dubois de La Motte pour une campagne à Saint-Domingue, où il participe à la prise d'« un bâtiment et cinq corsaires »[réf. nécessaire]. 

##### Commandant de l'Emeraude(1748)
En 1748, il commande la frégate l’Emeraude, et reçoit un brevet de capitaine de vaisseau. Il devait commander un 74 canons dont l’armement est abandonné faute de moyens[réf. nécessaire].

#### Commandant de gardes-côtes (1756-1763)
Pendant la guerre de Sept Ans, il semble n’avoir été que commandant de gardes-côtes[réf. nécessaire].

#### Prise de retraite (1764)
Toujours est-il qu’il prend sa retraite en 1764, avec le rang de chef d'escadre honoraire et 3 000 livres de pension qu’on voulut réduire à 1 000 livres, alors qu’il est, dit-il, « paralytique de la moitié du corps, âgé de 75 ans, isolé et sans moyens quelconques », et sans secours à attendre de ses deux fils, l’un capitaine de vaisseau, l’autre lieutenant, tous deux occupés par leurs missions à l’autre bout du monde[réf. nécessaire].

## Mariage et descendance
Le 20 septembre 1729, il épouse Marie-Agnès de Longueville, fille aînée de César de Longueville, officier de marine et de Cécile Furlong. De cette union naissent :
- N… de Trémigon, admise à la Maison royale de Saint-Louis en 1737 ;
- Françoise-Geneviève de Trémigon, admise à la Maison royale de Saint-Louis en 1746 ;
- Louis François Joseph de Trémigon (1730-1759)
- Barthélémy Evrard Achille de Trémigon (1732-1781), dit le « marquis de Trémigon », chevalier de Saint-Louis, capitaine de vaisseau en 1772, puis brigadier des armées navales en 1779, il commande le vaisseau de 74 canons L'Annibal dans l'escadre du bailli de Suffren. Il est cité dans les procès-verbaux du Directoire comme étant « émigré usant de faux certificats de soumission comme chouan en l'an IV : 7 ventôse an VII ». ;
- Jacques Marie de Trémigon
- Marie Louise de Trémigon
- Jean César de Trémigon (1733-1781), chevalier de Saint-Louis en 1771, capitaine de vaisseau en 1777, il commande du vaisseau de 64 canons le Bizarre de janvier à août 1780. Il est tué le 16 avril 1781 à la bataille de Porto Praya[réf. nécessaire].

### Sources et bibliographie
- Louis-Pierre d'Hozier, Antoine Marie d'Hozier de Sérigny, Armorial général de la France, volumes 1 à 2, Firmin-Didot, 1738, [lire en ligne], p. 567-568 ;